# Gaisthal
Gaisthal ist ein Gemeindeteil der Stadt Schönsee im Oberpfälzer Landkreis Schwandorf in Bayern.

## Geografie
Gaisthal liegt an der Nordwestseite des Frauensteins am Fluss Ascha. Die Hauptstraßen des Ortes sind die Staatsstraßen 2159 und 2152. Schönsee liegt rund 4,7 Kilometer Luftlinie entfernt. Gaisthal liegt auf einer Höhe von rund 530 m ü. NN.

## Geschichte

### Hofmark
Der 1553 verstorbene Lehensherr Hanns Fuchs vermachte testamentarisch seinen Besitz den beiden Töchtern Anna und Maria Magdalena sowie deren Ehegatten David Fuchs von Wallburg zu Arnschwang und Georg von Murach auf Stamsried. Der böhmische Lehenhof widersetzte sich dieser Regelung, da die Lehen Reichenstein-Schönsee und Frauenstein Mannlehen waren und die weiblichen Linien damit im Widerspruch standen. 1580 konnte der Lehensstreit beigelegt werden und Lehen sollten in Zukunft auch an weibliche Nachkommen vererbbar sein
Zum Lehen gehörten die zwei öden Schlösser 
Reichenstein und Frauenstein, die Stadt Schönsee und die Dörfer Weiding, Pondorf, Gaisthal, Schönau, Stadlern und Schwand mit dem Eisenhammer und die „ReicheMühl vunderm Schönsee gelegen“ mit allen Zugehörungen
Hanns Christoph Fuchs erwarb am 7. April 1587 für 12000 Gulden den halben Besitzanteil des verstorbenen Georg von Murach und wurde so Alleinbesitzer der Herrschaft Reichenstein-Schönsee. Dem 1603 verstorbenen Hanns Christoph Fuchs folgte dessen Sohn Hanns Friedrich Fuchs nach. Am 26. November 1605 erhielt dieser den kaiserlichen Lehenbrief über die Schlösser Frauenstein und Reichenstein, die Stadt Schönsee und die Dörfer Gaisthal, Pondorf, Stadlern, Schwand mit dem Eisenhammer und Weiding. Ein weiterer Lehensbrief aus dem Jahre 1673 für Wenzel, Herzog von Sagan, Fürst von Lobkowitz, nennt neben anderen Lehensbestandteilen das Dorf Gaisthal. Weitere Lehensherrn folgten. Am 21. Oktober 1790 erhielt laut Lehensbrief Maximilian Joseph Freiherr Karg von Bebenburg die beiden Schlösser Reichenstein und Frauenstein, Schönsee und mehrere Dörfer, darunter Gaisthal und die Eisenhämmer in Dietersberg und Obergaisthal zum Lehen Gaisthal unterstand 1792 neben Pondorf, Schönau und Weiding dem Herrschaftsgerichtsbezirk Frauenstein. Der Ort zählte 27 Anwesen in verschiedenen Größen. Dazu zählte auch die Einöde „Obergaisthal (Eisenhammer und Mühle)“

### Pfarrbezirk Gaisthal
Josef Heckenstaller nennt in seinem Verzeichnis der Pfarreien, das in den Jahren 1780 bis 1787 entstanden ist, die Seelsorgeeinheiten mit den zugehörigen Orten. Das halbe Dorf Gaisthal diesseits der Ascha gehörte zu Oberviechtach, während das halbe Dorf Gaisthal jenseits der Ascha von Schönsee aus seelsorgerisch betreut wurde 1882 entstand die Expositur Gaisthal.

## Gemeindegliederung
1818 entstand die Gemeinde Gaisthal, bestehend aus Gaisthal und dem Gaisthalerhammer. In den Jahren 1945/46 wurden die Gemeindeteile Rackenthal und Rosenhof von der aufgelösten Gemeinde Pirkhof in die Gemeinde Gaisthal eingegliedert. Am 1. Januar 1975 kam die Gemeinde Gaisthal zur Stadt Schönsee.

## Einwohnerentwicklung
Die ehemals eigenständige Gemeinde Gaisthal wurde im Jahre 1975 aufgelöst.
| Jahr      | 1840 | 1861 | 1880 | 1900 | 1910 | 1919 | 1939 | 1946 | 1952 | 1961 |
| --------- | ---- | ---- | ---- | ---- | ---- | ---- | ---- | ---- | ---- | ---- |
| Einwohner | 383  | 452  | 495  | 425  | 420  | 369  | 336  | 623  | 602  | 411  |

## Sehenswürdigkeiten
- Katholische Expositurkirche St. Laurentius
- Frauenstein
- Reste der Burgruine Frauenstein
- siehe auch Gaisthaler Hammer

## Bilder

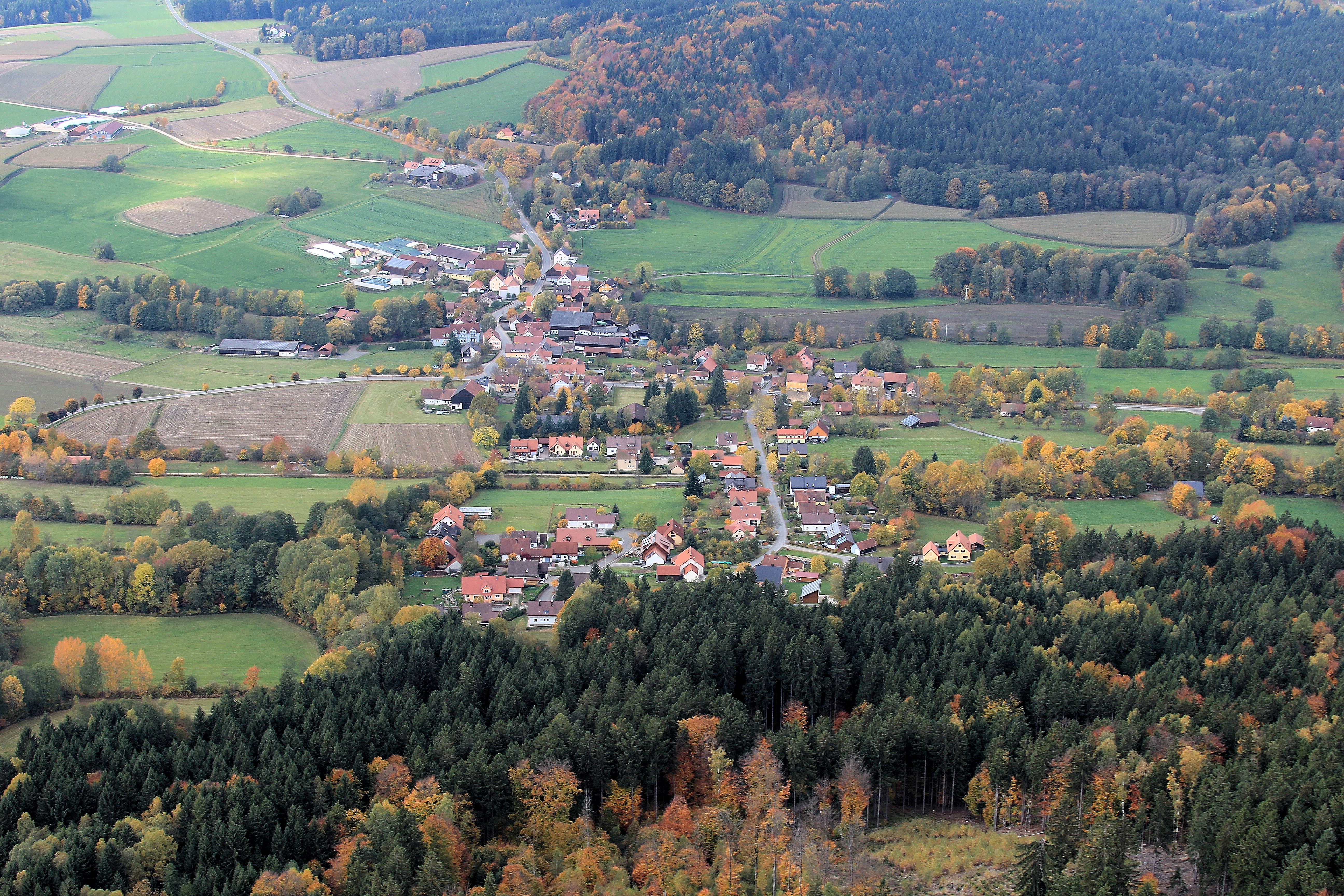
Gaisthal (2017)
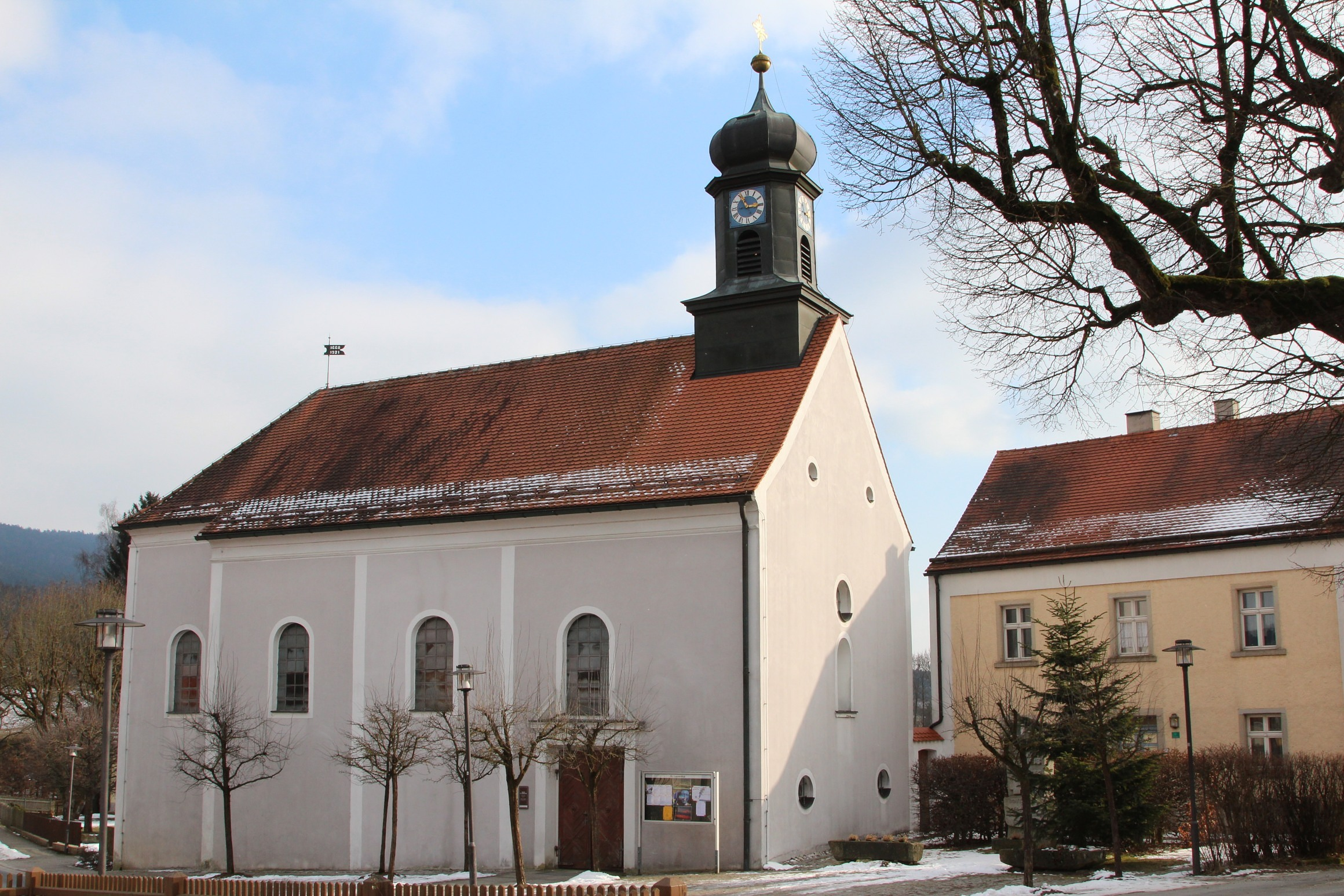
St. Laurentius (2017)
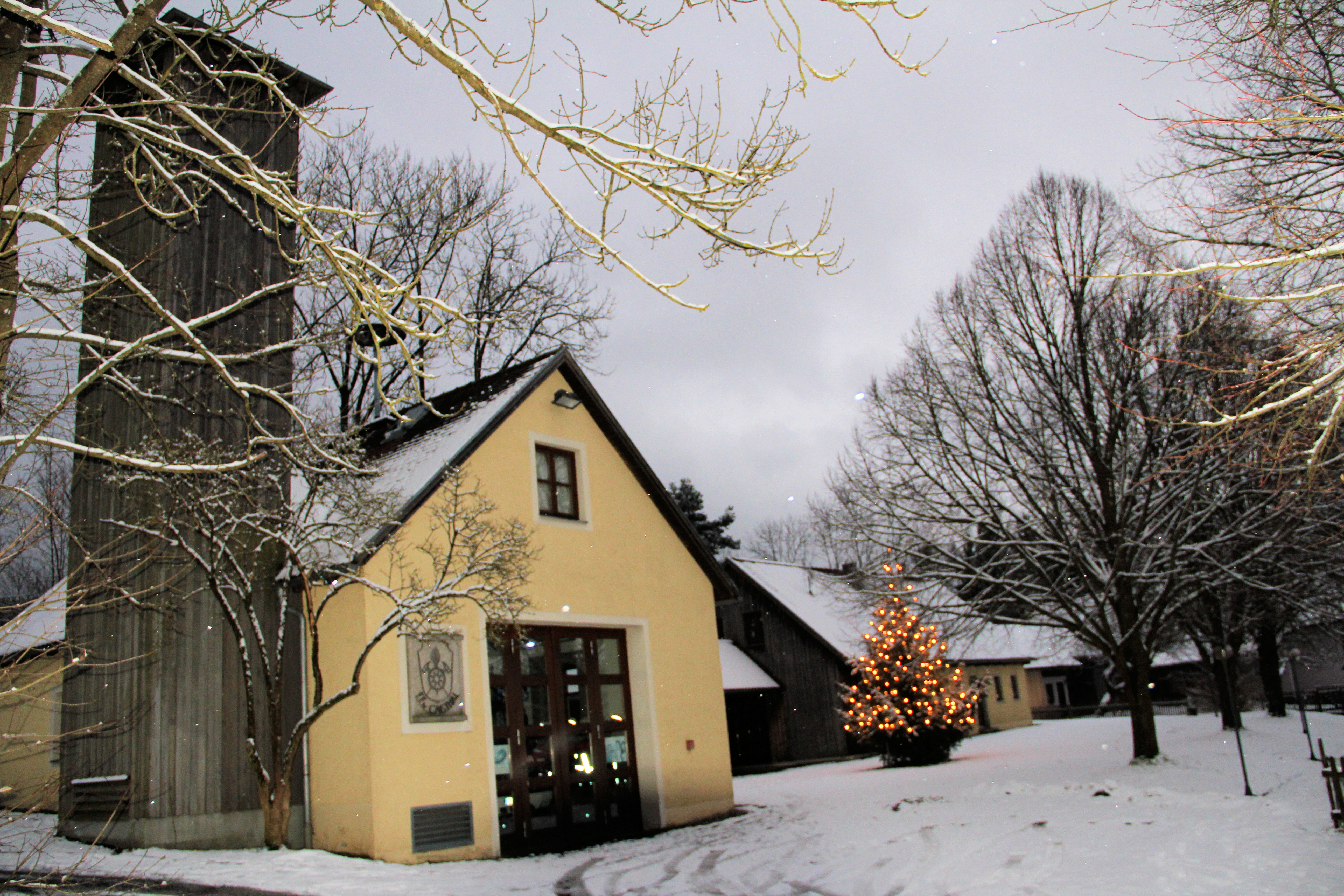
Feuerwehrhaus (2017)
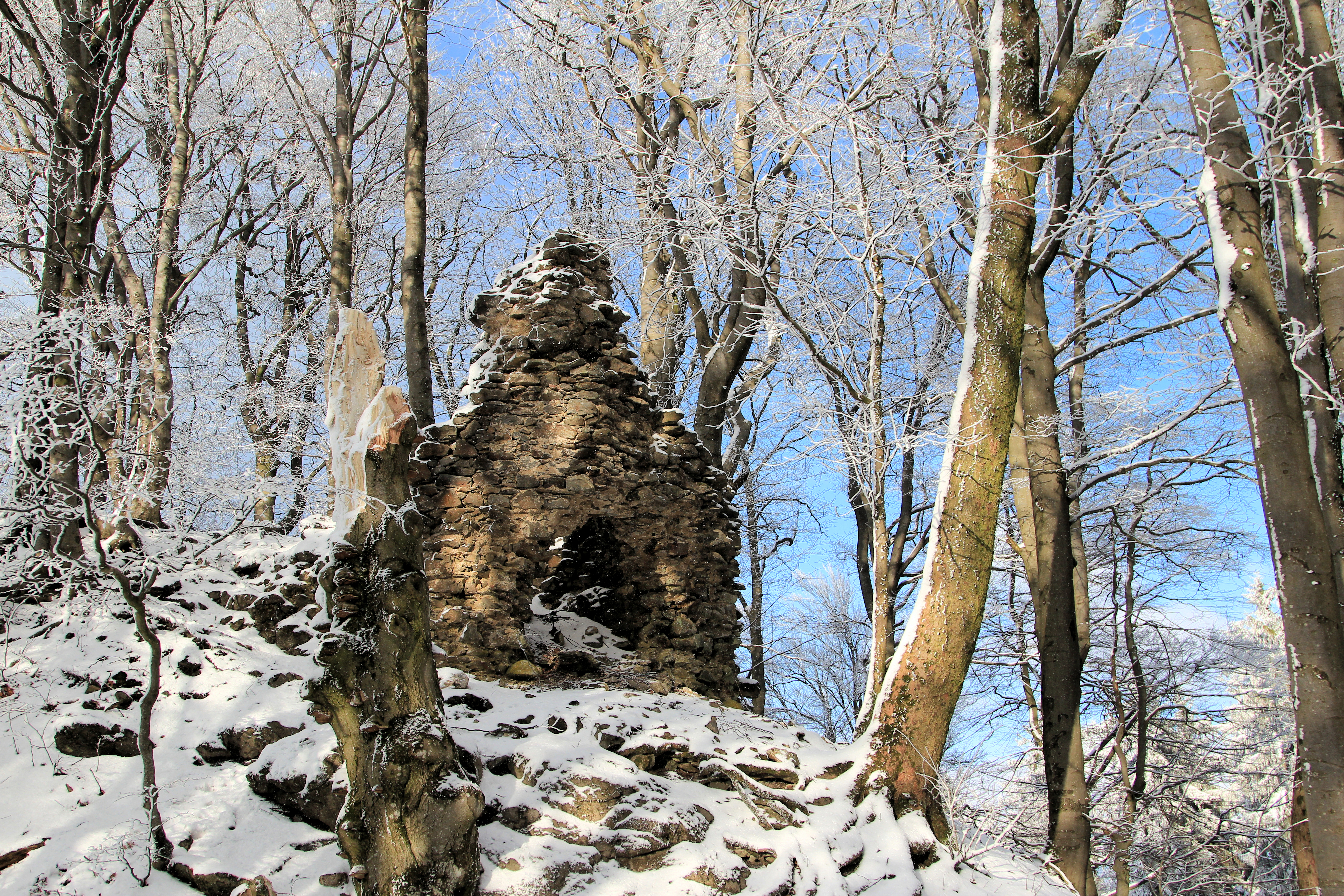
Burgruine Frauenstein (2018)
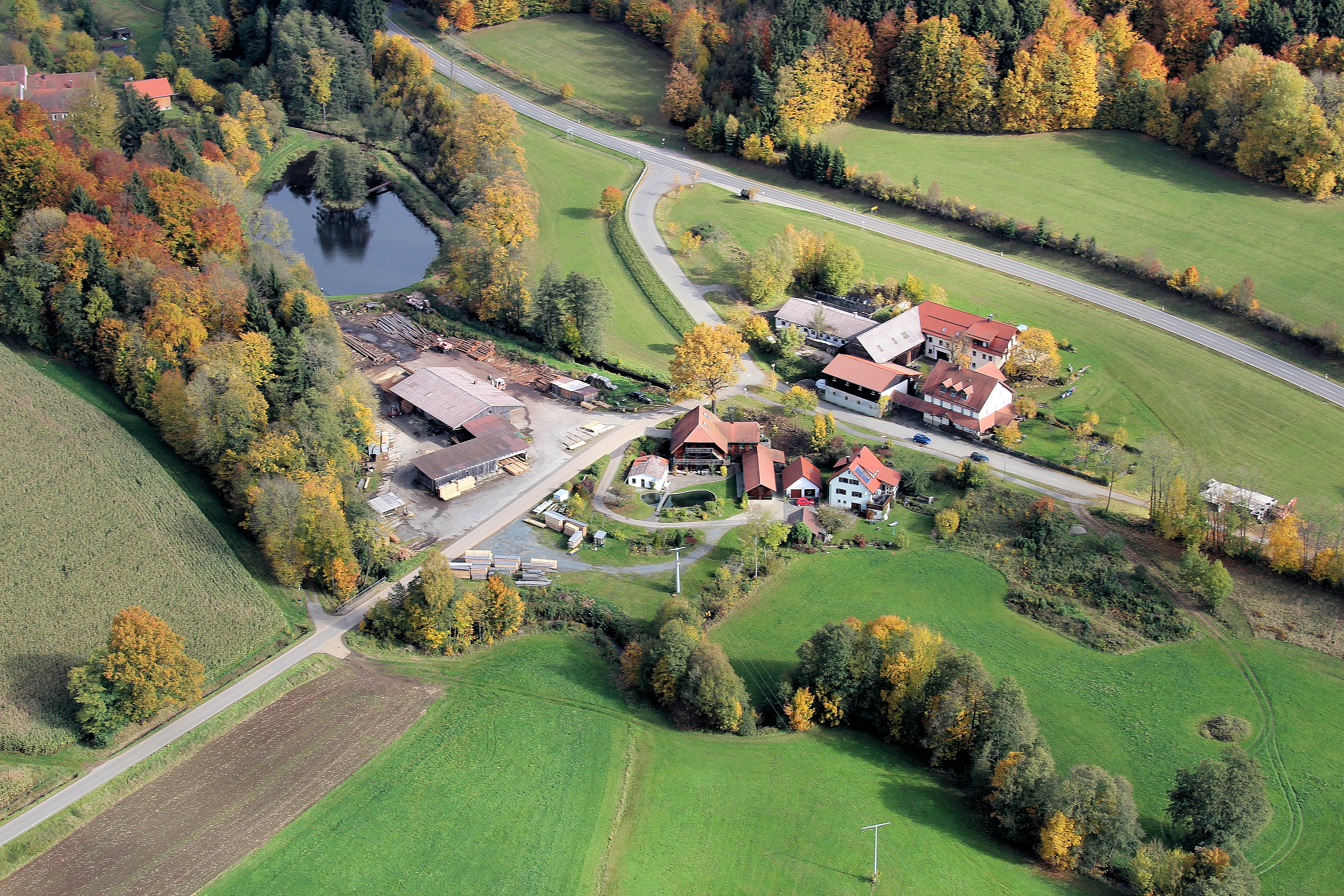
Gaisthalerhammer (2017)